# El taxi de los conflictos
El taxi de los conflictos es una película de comedia musical española de 1969 dirigida por José Luis Sáenz de Heredia y Antonio Ozores, y protagonizada por Juanjo Menéndez, junto a una de las mayores concentraciones de estrellas en una sola película de la historia del cine español. Se da la circunstancia de que todos los actores salvo Juanjo, que era el único que aparecía en prácticamente toda la película, hicieron sus apariciones sin cobrar, ya que la película era una forma de ayudar a Benito Perojo, que pasaba por una grave crisis económica.

## Argumento
La historia tiene como protagonista a Tadeo (Juanjo Menéndez), un taxista que va a vivir uno de los días más agitados de su carrera. A lo largo del día va cruzándose con los más variopintos personajes que se suben a su taxi, protagonizando variadas situaciones. Uno de los clientes deja abandonado en el taxi un bebé, y Tadeo debe descubrir de quién se trata, sin olvidarse de no llegar tarde al final de la jornada a una cita con una extraña mujer (Concha Velasco) que parece tener algo muy importante que decirle, y teniendo varios encontronazos en comisaría, entre otras muchas historias.

## Reparto
- Juanjo Menéndez

Por orden de aparición:
- Juanjo Menéndez – "Tadeo Fernández"
- Carmen Sevilla – "Cantante"
- Massiel – "Una extranjera"
- Sonia Bruno – "Una extranjera"
- Peter Damon – "El americano"
- Juan Diego – "Sebastián López Miranda"
- Luis Rivera – "Enrique"
- Manolo Otero – "Paco"
- Venancio Muro – "Pascual"
- Olga Peiró – "Damiana"
- Juanito Navarro – "Juan"
- Alberto Closas – "El atracador"
- José Suárez – "Guardia en puerta de comisaría"
- Antonio Ozores – "Inspector Rovira"
- Casalilla – "Hombre en comisaría"
- Robledo – "Policía"
- Eduardo Fajardo – "Comisario Diéguez"
- Gracita Morales – "La chacha"
- Isabel Garcés – "La señora devota"
- Zori, Santos y Codeso – "El ayudante del director", "Federico, el director" y "El scrip"
- Marisol – "Marisol"
- Jaime de Mora – "Don Jaime"
- Conchita Velasco – "La hermana de Catalina"
- Mary Carmen Prendes – "Miss Carbajal"
- Alberto Fernández – "Alberto"
- Armando Calvo – "El marido engañado"
- Paquita Rico – "La mujer amante de Alfredo"
- Alfredo Mayo – "Alfredo, el amante"
- Roberto Camardiel – "El tio de Catalina"
- Ernestito Zafrilla – "El niño repelente"
- Tito García – "Policía casado"
- Pamplona
- Pilar Cansinos – "Consorte del bígamo #1"
- María del Carmen Martín – "Consorte del bígamo #2"
- Peret (y sus gitanos) – "El bígamo"
- María Mahor – "Soledad"
- Ángel Terrón – "El tendero"
- Lola Flores, su niña Rosarito y Antonio González – "Lola", "Niña de Lola" y "Antonio"
(y también Antonio Flores – no acreditado)
- Antonio Pica – "Novio de la hermana de Catalina"
- Rafael L. Somoza – "Don Gervasio"
- Pilar Bayona Sarriá – "Catalina"
- Félix Dafauce – "El sacerdote"

## Temas musicales
- "Será el amor" interpretada por Carmen Sevilla.
- "Corazón contento" interpretada por Marisol.
- "Pleitos tengas" interpretada por Peret.
- "Que me coma el tigre" interpretada por Lola Flores y Antonio González "El Pescaílla", autor Eugenio Garcia Cueto (Colombia)

## Curiosidades
- Esta película es la última de las seis películas en las que Marisol compartió cartel con Isabel Garcés, si bien no aparecieron juntas en ninguna escena.
- La película constituye el debut en los medios de Antonio Flores y Rosario Flores.